# 大橋栄里佳
大橋 栄里佳（おおはし えりか、1982年2月23日 - ）は、福岡県柳川市出身の競艇選手である。登録番号4224。身長157cm。血液型O型。92期。福岡支部所属。同期に毒島誠、大峯豊、土屋千明らがいる。

## 来歴
- やまと競艇学校時代、リーグ戦勝率4.57（準優出1　優出2）の成績を残した。
- 2003年5月27日、福岡競艇場でデビュー（5着）。
- 2003年12月7日、児島競艇場での「第17回瀬戸の女王決定戦」5日目1Rで初勝利（58走目）。
- 2012年4月17日、若松競艇場での「G3女子リーグ戦競走第6戦 ナイトプリンセスカップ」で初優出（6着）[2]。